# Duve-Brunnen

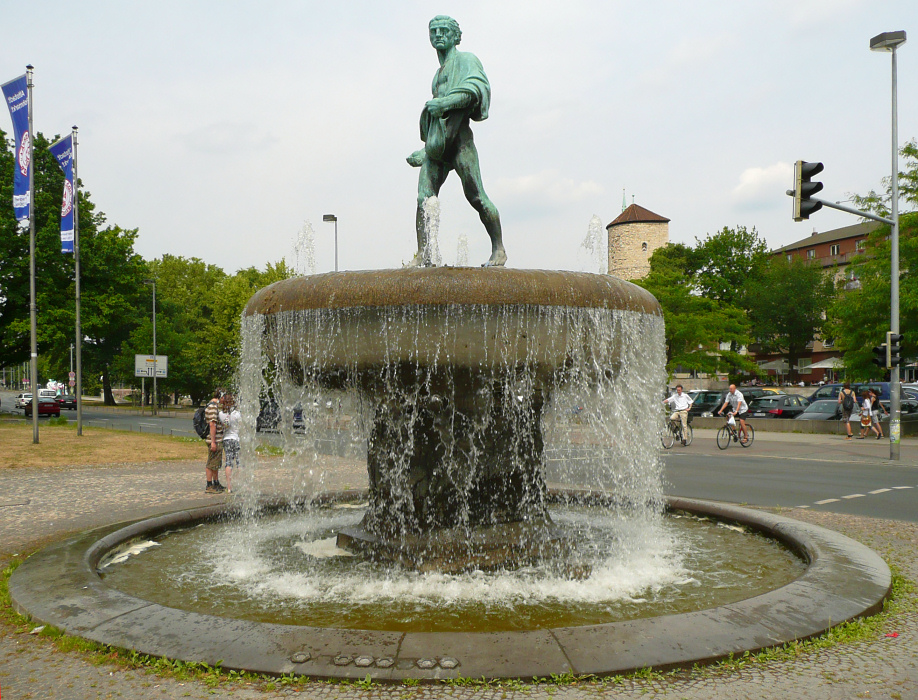
Duve-Brunnen

Der Duve-Brunnen, auch Sämann-Brunnen genannt, ist ein Brunnen im hannoverschen Stadtteil Calenberger Neustadt, der nach dem Unternehmer Johann Duve (1611–1679) benannt ist. Der Brunnen befindet sich auf dem Mittelstreifen des Leibnizufers. Er wurde 1916 vom Bildhauer Georg Herting geschaffen.

## Geschichte

### Errichtung und Abbau
Zum 300. Geburtstag des Unternehmers und Wohltäters Johann Duve (1611–1679) Anfang des 20. Jahrhunderts spendeten die Bürger Hannovers ihm ein Denkmal in Form eines Brunnens. Im Januar 1903 rief erstmals ein Komitee für das Duve-Denkmal öffentlich zu Spenden auf. Neben vielen Bürgern beteiligte sich auch die Stadt mit größeren Beträgen an der Sammlung. Das Komitee führte seit 1906 auch verschiedene Duve-Feste durch. Aus den 26 Einsendungen eines Wettbewerbs für das Denkmal ging schließlich Georg Herting mit seinem Entwurf „Und er ging aus, zu säen“ als Sieger hervor.
Der Sämann auf dem Brunnen ist kein Abbild Duves. Eine Abbildung von Duve findet sich jedoch auf dem steinernen Brunnenschaft. Die Brunnenfigur symbolisiert die als segensreich empfundene Tätigkeit des Geehrten, der Korn (für die Bürger) sät, um Früchte zu ernten. Von der neueren Geschichtswissenschaft wird Johann Duve jedoch weniger uneigennützig angesehen als vielmehr ein auf den eigenen Vorteil bedachter Unternehmer.

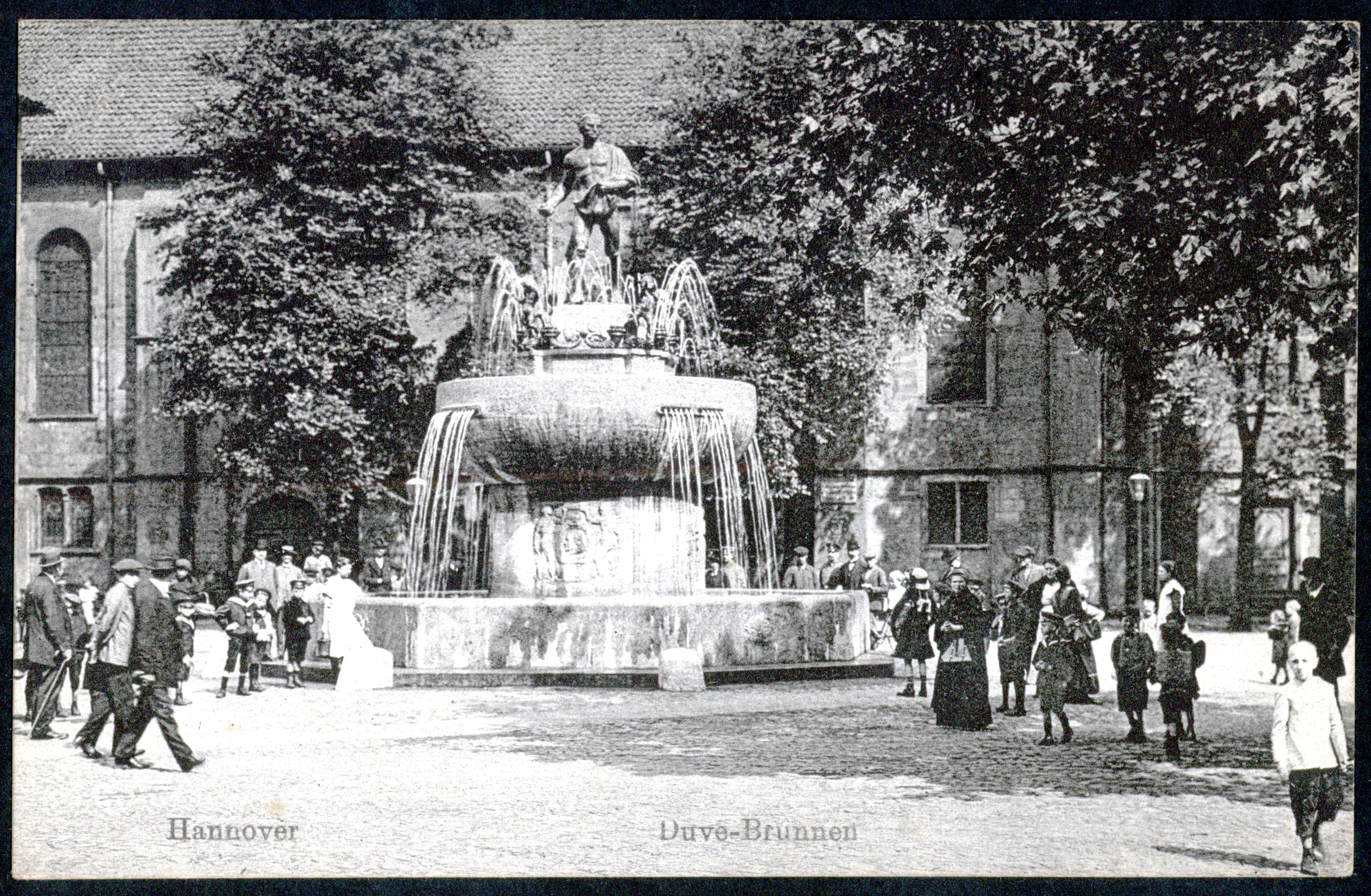
Der ursprüngliche Brunnen vor der Neustädter Kirche; um 1916

Erst 1913, ein Jahrzehnt nach dem ersten Spendenaufruf, konnte der Grundstein für den Brunnen auf dem Neustädter Markt gelegt werden. Eigentlich sollte der Brunnen 1914 enthüllt werden, doch während technischer Verzögerungen brach der Erste Weltkrieg aus. Schließlich konnte der Duve-Brunnen erst im August 1916 mit einer bescheidenen Feier eingeweiht werden.
Vor der Aufstellung kam es zu Diskussionen über den Aufstellungsort auf dem Marktplatz der Neustadt, wo einige bauliche Veränderungen vorgenommen werden mussten. Ein Trinkbudenbetreiber fühlte sich beeinträchtigt, eine Litfaßsäule wurde verdeckt und eine eiserne Pferdetränke behindert. Darüber hinaus musste zunächst ein anderer auf dem Platz befindlicher Brunnen versetzt werden, der heutige Schlossbrunnen.
Im Zweiten Weltkrieg wurde die Sämann-Figur im Rahmen der Materialsammlungen zum Einschmelzen nach Hamburg verbracht, „überlebte“ dort aber.

### Wiederaufbau

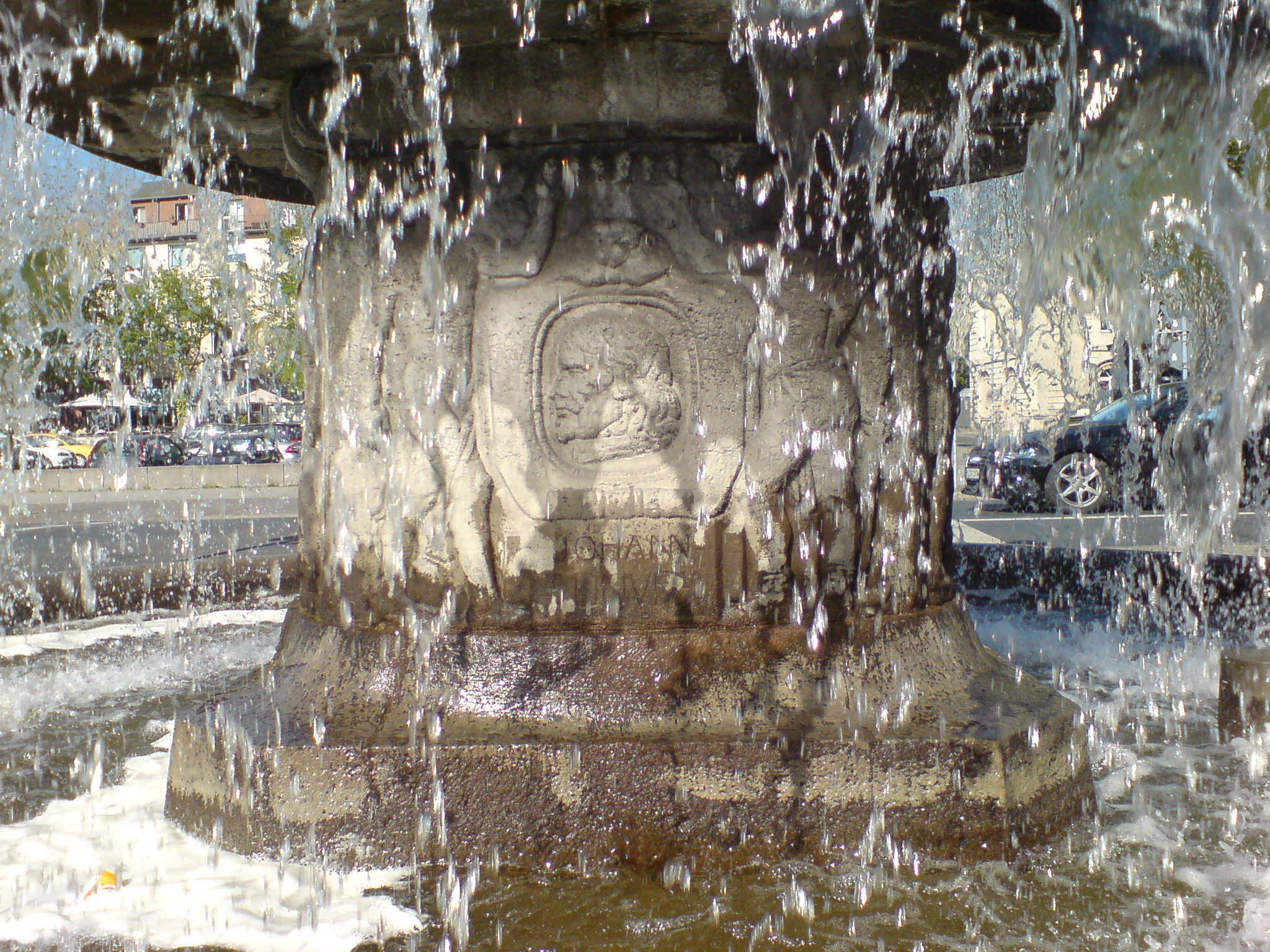
Johann Duve-Darstellung hinter Wasserschleier

Nach den Luftangriffen auf Hannover und der Neuanlage des Straßenzuges Leibnizufer konnte der Sämann zusammen mit drei ursprünglich am Brunnen angebrachten Putten aus Hamburg zurückgeholt werden. Doch die Putten entsprachen nicht mehr dem Zeitgeschmack und wurden nicht mehr angebracht. Auch der Brunnenschaft und die ursprüngliche Wasserschale wurden verändert. Der Schaftumfang des Brunnens wurde verkleinert, und Kurt Lehmann flachte die Schale ab. Seitdem floss das Wasser nicht mehr wie zuvor in vier mal zwölf kleinen Strahlen aus Öffnungen der Schale; einen den Schalenrand überlaufenden Wasserschleier befand man für passender. Am 30. April 1953 wurde der Brunnen so am heutigen Platz in Betrieb gesetzt. Die Brunnenfigur „Sämann“ blickt dabei in Richtung des ursprünglichen Brunnenstandortes am Neustädter Markt.